# Ioan Muntean (delegat)
Ioan Muntean (n. Predeal Brașov) a fost comerciant, economist și delegat la Marea Adunare Națională de la Alba Iulia din 1 decembrie 1918.